# 楊貴妃

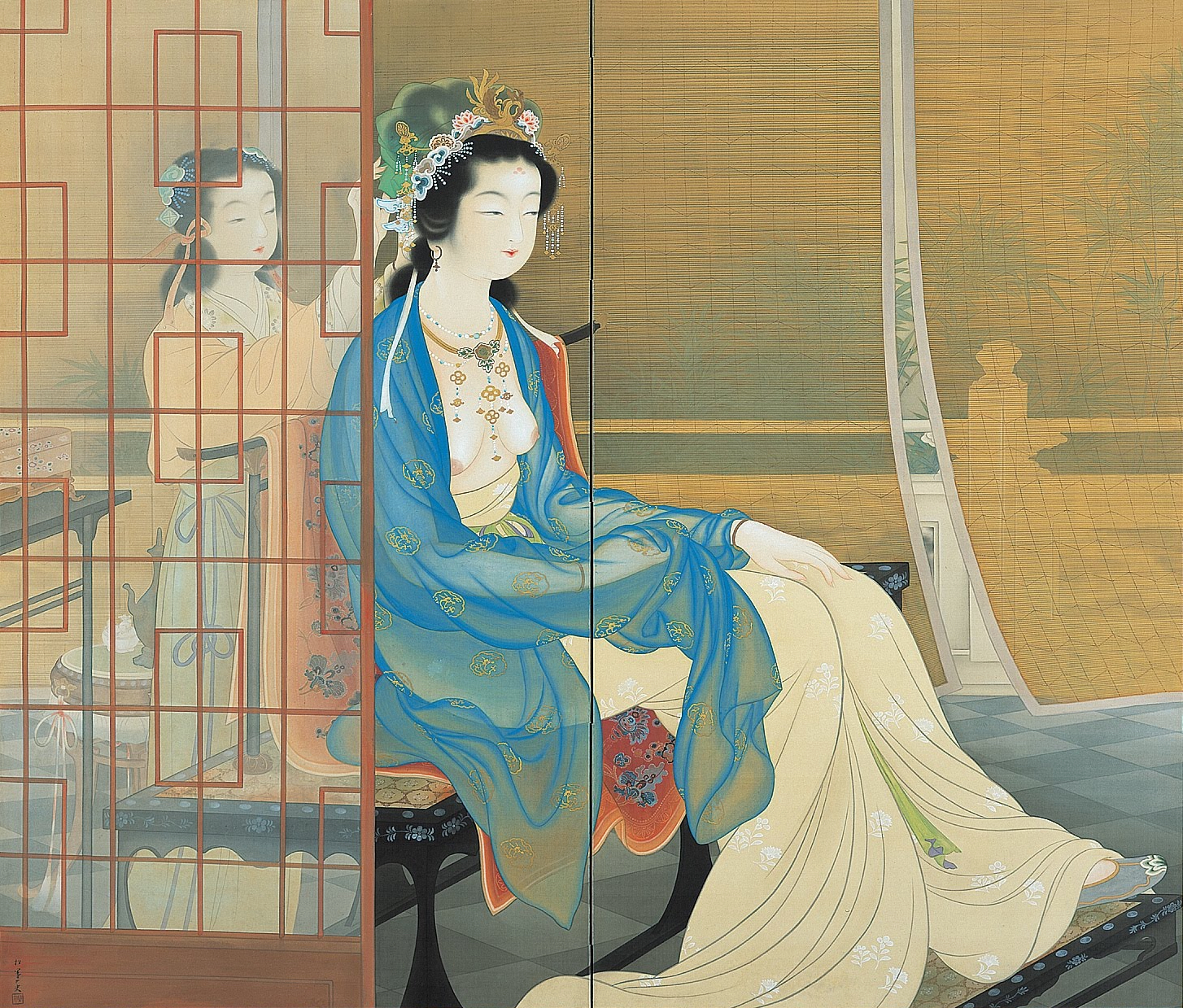
楊貴妃

楊 貴妃（よう きひ、ヤン・グイフェイ）は、中国唐代の皇妃。姓は楊、名は玉環。貴妃は皇妃としての順位を表す称号。玄宗皇帝の寵姫。玄宗皇帝が寵愛しすぎたために安史の乱を引き起こしたと伝えられたため、傾国の美女と呼ばれている。世界三大美人の一人で古代中国四大美人（西施・王昭君・貂蝉・楊貴妃）の一人とされている。壁画等の類推から、当時の美女の基準からして実際は豊満な女性だった。また、才知があり琵琶を始めとした音楽や舞踊に多大な才能を有していたことでも知られている。

## 生涯

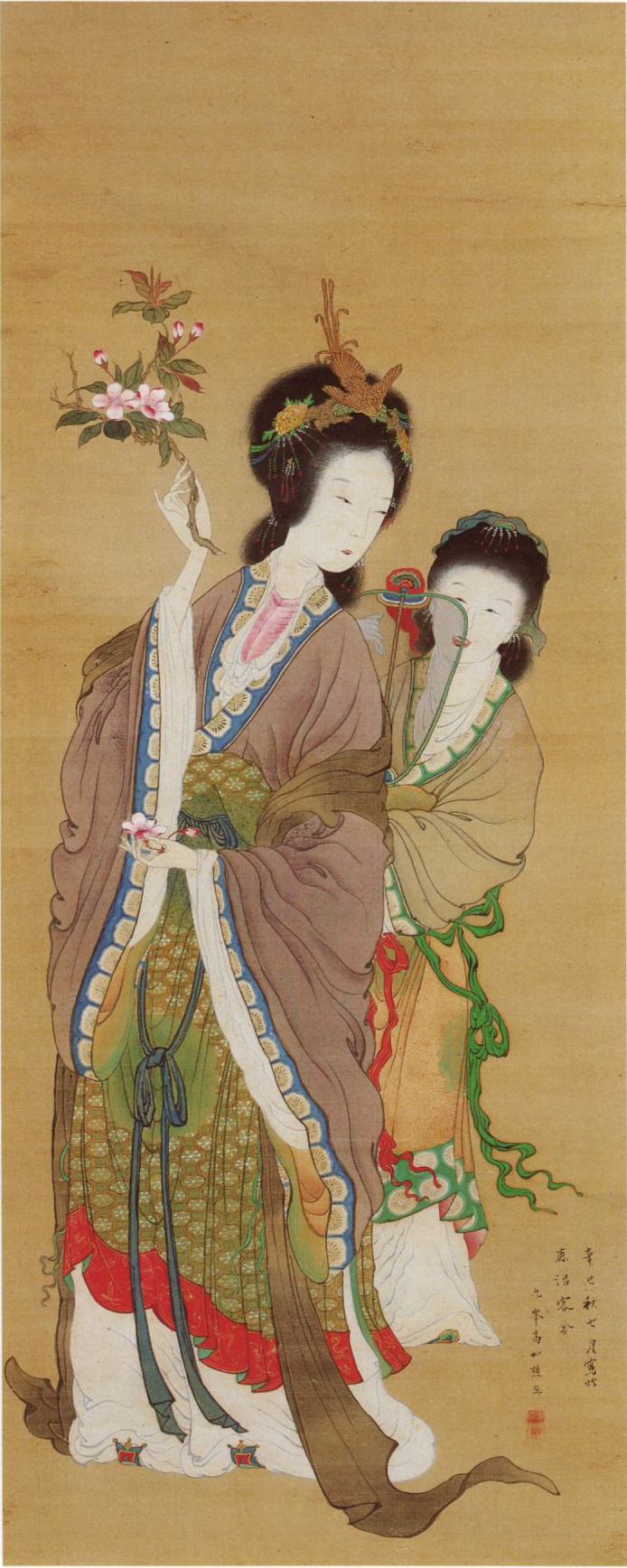
「楊貴妃図」高久靄厓筆 静嘉堂文庫美術館蔵

以下、生涯についての記述は、『旧唐書』『新唐書』『資治通鑑』によるものとし、それ以外は出典を表記する。

### 出生

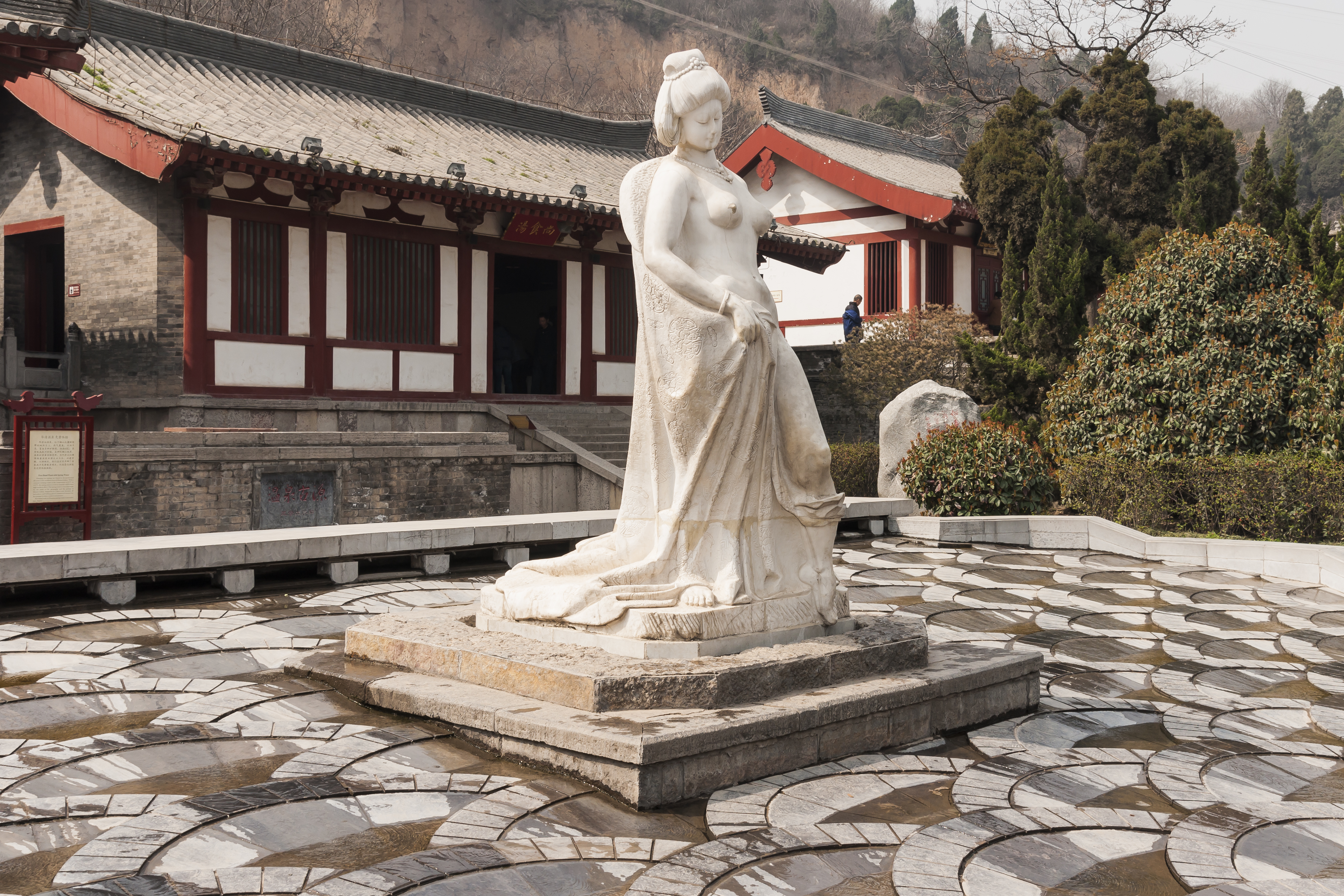
楊貴妃の像（華清池）

蜀州出身。本籍地は蒲州永楽県。本貫を弘農楊氏とする一部史料もあるが、竹村則行は、「『太真外伝』に楊貴妃の出自を『弘農華陰人』とするのは全くの附会である。弘農楊氏といえば当世の名族であり、加えて玄宗の元献皇后楊氏が正真正銘の『華州華陰人』であるところなどから混同や附会を招いたのであろうか。伝えられる三姉妹や楊国忠の粗野な言動からも、楊氏一族が名族の出身だとはとても思われない」と評している。北魏の冀州刺史の楊順（楊播・楊椿の弟）の末裔にあたる。蜀州司戸の楊玄琰の四女。姉に後の韓国夫人・虢国夫人・秦国夫人がいる。楊玄琰が蜀州の司戸参軍在任中の6月1日に生まれたと伝えられる。四川には、「落妃池」という楊貴妃が幼い頃に落ち込んだと伝えられる池がある。幼いころに両親を失い、叔父の楊玄璬の家で育てられた。
『定命録』によると、蜀に住んでいた時、張という姓の山野に住む隠士が彼女の人相を見て、「この娘は、将来、大富大貴になるであろう。皇后と同等の尊貴にあるだろう」と予言し、さらに、又従兄の楊国忠の人相を見て、「将来、何年も朝廷の大権を握るであろう」と告げたという説話が残っている。
『開元天宝遺事』によると、楊玄琰は若い頃に持っていた刀は、猛獣や盗賊が近づくと、警告するように、刀が音を発したと伝えられる。また、楊貴妃が父母と別れる時、寒い日であったので、涙が紅く凍ったという説話を伝えている。
生まれながら玉環を持っていたのでその名がつけられたというものや、また、容州の庶民の出身であり、生まれた時に室内に芳香が充満しあまりに美しかったので楊玄琰に売られたという後世の俗説もある。

### 寿王妃から女冠へ
開元23年（735年）、玄宗と武恵妃のあいだの子の寿王李瑁（第十八子）の妃となる。李瑁は武恵妃と宰相の李林甫の後押しにより皇太子に推されるが、開元25年（737年）、武恵妃が死去し、翌年、宦官の高力士の薦めで李璵（後の粛宗）が皇太子に冊立された。
開元28年（740年）、玄宗に見初められ、長安の東にある温泉宮にて一時的に女道士（女冠）となった（このときの道号を太真という）。これは息子から妻を奪う形になるのを避けるためであり、実質は内縁関係にあったと言われる。その後、宮中の太真宮に移り住み、玄宗の後宮に入って皇后と同じ扱いをうけた。
楊玉環は容貌が美しく、唐代で理想とされた豊満な姿態を持ち、音楽・楽曲・歌舞に優れて利発であったため玄宗の意にかない、後宮の人間からは「娘子」と呼ばれた。『長恨歌伝』によれば、髪はつややか、肌はきめ細やかで、体型はほどよく、物腰が柔らかであったと伝えられる。

### 貴妃となる

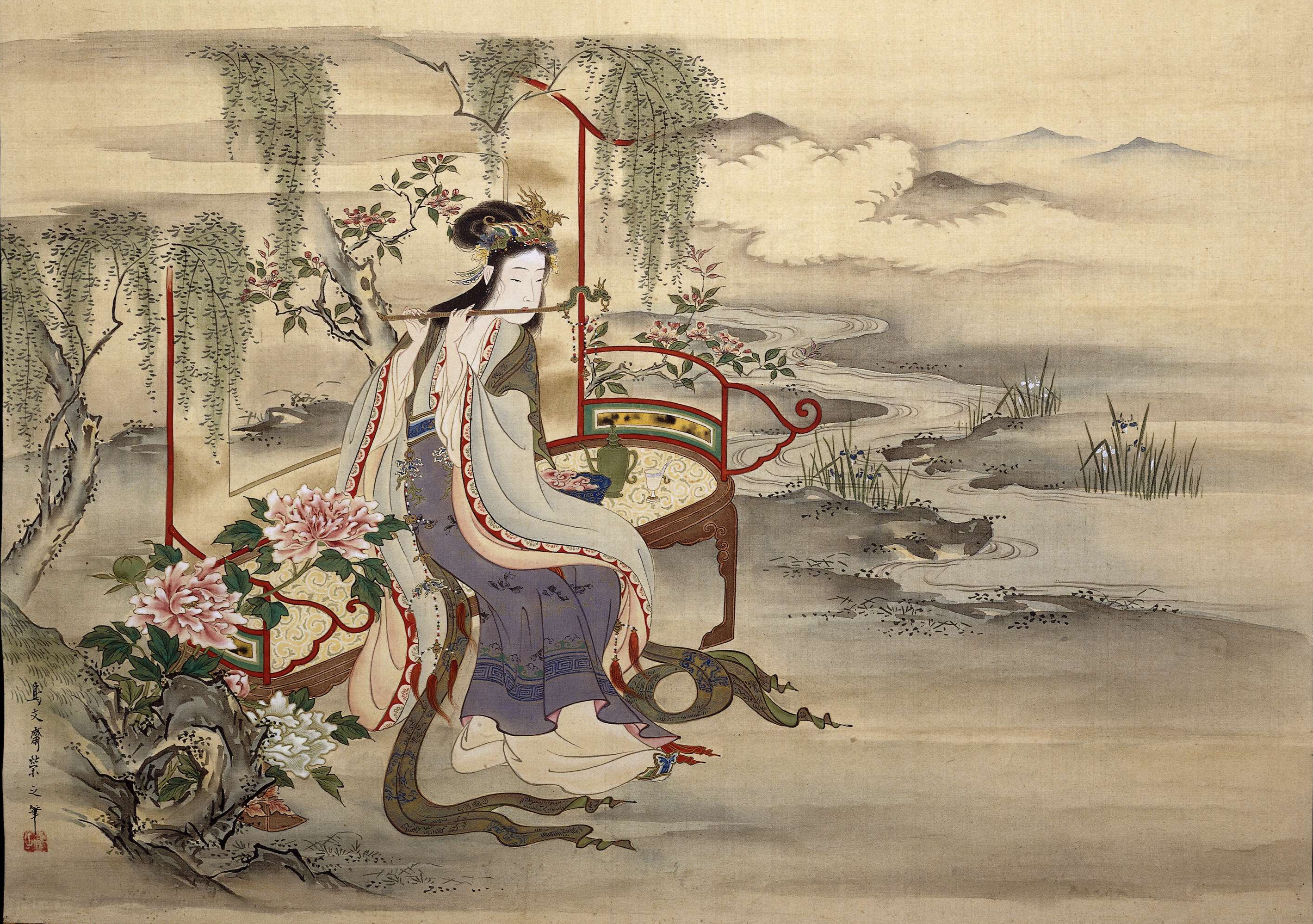
浮世絵師、細田栄之によって描かれた楊貴妃

天宝4載（745年）、貴妃に冊立される。『楊太真外伝』によると、初めての玄宗との謁見の際、霓裳羽衣の曲が演奏され、玄宗は「得宝子」という新曲を作曲したと伝えられる。
父の楊玄琰は兵部尚書、母の李氏は涼国夫人に追贈され、また叔父の楊玄珪は光禄卿、従兄の楊銛（楊玄珪の子）は殿中少監、従兄の楊錡（楊玄珪の子）は駙馬都尉に封じられる。さらに、楊錡は玄宗の愛娘である太華公主と婚姻を結ぶこととなった。楊銛・楊錡と3人の姉の五家は権勢を振るい、楊一族の依頼への官庁の応対は詔に対するもののようであり、四方から来る珍物を贈る使者は門を並ぶほどであったと伝えられる。
天宝5載（746年）には嫉妬により玄宗の意に逆らい、楊銛の屋敷に送り届けられた。しかし玄宗はその日のうちに機嫌が悪くなり、側近をむちで叩き始めるほどであった。この時、高力士はとりなして楊家に贈り物を届けてきたため、楊貴妃は太華公主の家を通じて夜間に後宮に戻ってきた。玄宗は楊貴妃が戻りその罪をわびる姿に喜び、多くの芸人をよんだと伝えられる。それ以後さらに玄宗の寵愛を独占するようになった。その後、范陽・平盧節度使の安禄山の請願により、安禄山を養子にして玄宗より先に拝礼を受けた逸話や、安禄山と彼女の一族が義兄弟姉妹になった話が残っている。
天宝7載（748年）には3人の姉も国夫人を授けられ、毎月10万銭を化粧代として与えられた。楊銛は上柱国に、また従兄の楊国忠も御史中丞に昇進し、外戚としての地位を固めてきている。
玄宗が遊幸する時は楊貴妃が付いていかない日はなく、彼女が馬に乗ろうとする時には高力士が手綱をとり鞭を渡した。彼女の院には絹織りの工人が700名もおり、他に装飾品を作成する工人が別に数百人いた。権勢にあやかろうと様々な献上物を争って贈られ、特に珍しいものを贈った地方官はそのために昇進した。
天宝9載（750年）にまた玄宗の機嫌を損ね、宮中を出され屋敷まで送り返される（『楊太真外伝』によると、楊貴妃が寧王の笛を使って吹いたからと伝えられる）。しかし吉温が楊国忠と相談の上で取りなしの上奏を行い、楊貴妃も髪の毛を切って玄宗に贈った。玄宗はこれを見て驚き、高力士に楊貴妃を呼び返させた。『楊太真外伝』によると、それ以降さらに愛情は深まったとされる。
天宝10載（751年）、安禄山が入朝した時、安禄山を大きなおしめで包んだ上で女官に輿に担がせて、「安禄山を湯船で洗う」と述べて玄宗を喜ばせた。しかしその後も安禄山と食事をともにして夜通し宮中に入れたため醜聞が流れたという。
天宝11載（752年）、李林甫の死後、楊国忠は唐の大権を握った。この頃、楊銛と秦国夫人は死去するが、韓国夫人・虢国夫人を含めた楊一族の横暴は激しくなっていった。また楊国忠は専横を行った上で外征に失敗して大勢の死者を出し、安禄山との対立を深めたため、楊一族は多くの恨みを買うこととなった。
天宝13載（754年）、楊貴妃の父の楊玄琰に太尉・斉国公、母の李氏に梁国夫人が追贈され、叔父の楊玄珪は工部尚書に任命される。楊一族は唐の皇室と数々の縁戚関係を結ぶが、安禄山との亀裂は決定的になってきた。

### 安史の乱と最期

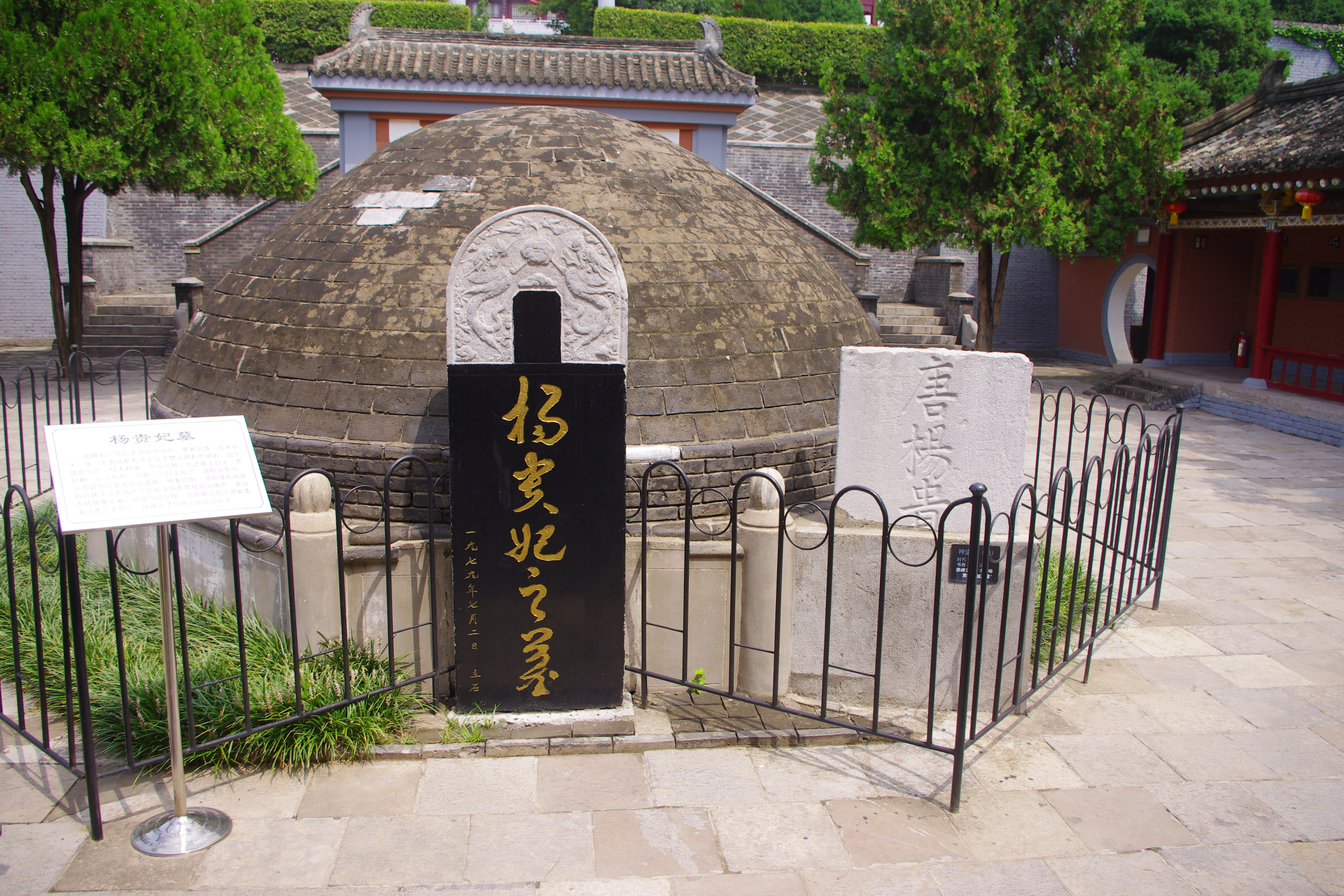
楊貴妃の墓（興平市）

天宝14載（755年）、楊国忠と激しく対立した安禄山が反乱を起こし、洛陽が陥落した（安史の乱）。この時、玄宗は親征を決意し、太子李亨（後の粛宗）に国を任せることを画策したが、楊国忠・韓国夫人・虢国夫人の説得を受けた楊貴妃は土を口に含んで自らの死を請い、玄宗を思いとどまらせたと伝えられる。その後、唐側の副元帥である高仙芝は処刑され、哥舒翰が代わりに副元帥となり、潼関を守った。
翌天宝15載（756年）には哥舒翰は安禄山側に大敗し捕らえられ、潼関も陥落した。6月に玄宗は首都長安を抜け出し蜀地方へ出奔することに決め、楊貴妃・楊国忠・高力士・李亨らが同行することになった。
しかし、馬嵬（現在の陝西省咸陽市興平市）に到着すると、乱の原因となった楊国忠を強く憎んでいた陳玄礼と兵士達は楊国忠と韓国夫人たちを殺害した。さらに陳玄礼らは玄宗に対して、「賊の本」として楊貴妃を殺害することを要求した。玄宗は「楊貴妃は深宮にいて、楊国忠の謀反とは関係がない」と言ってかばったが、高力士の進言により、やむなく楊貴妃に自殺を命ずることを決意した。
『楊太真外伝』によると、楊貴妃は「国の恩に確かにそむいたので、死んでも恨まない。最後に仏を拝ませて欲しい」と言い残し、高力士によって縊死させられた。この時、南方から献上のライチが届いたため、玄宗はこれを見て改めて嘆いたと伝えられている。陳玄礼らによって、楊の死が確認され、遺体は郊外に埋められた。さらに安禄山は楊貴妃の死を聞き、数日も泣いたと伝えられる。その後、馬嵬に住む女性が楊貴妃の靴の片方を手に入れ、旅人に見物料を取って見せて大金持ちになったと伝えられる。
玄宗は後に彼女の霊を祀り、長安に帰った後、改葬を命じたが、礼部侍郎李揆からの反対意見により中止となった。しかし、玄宗は密かに宦官に命じて改葬させた。この時、残っていた錦の香袋を宦官は献上したという。また、玄宗は画工に彼女の絵を描かせ、それを朝夕眺めていたという。

## エピソード

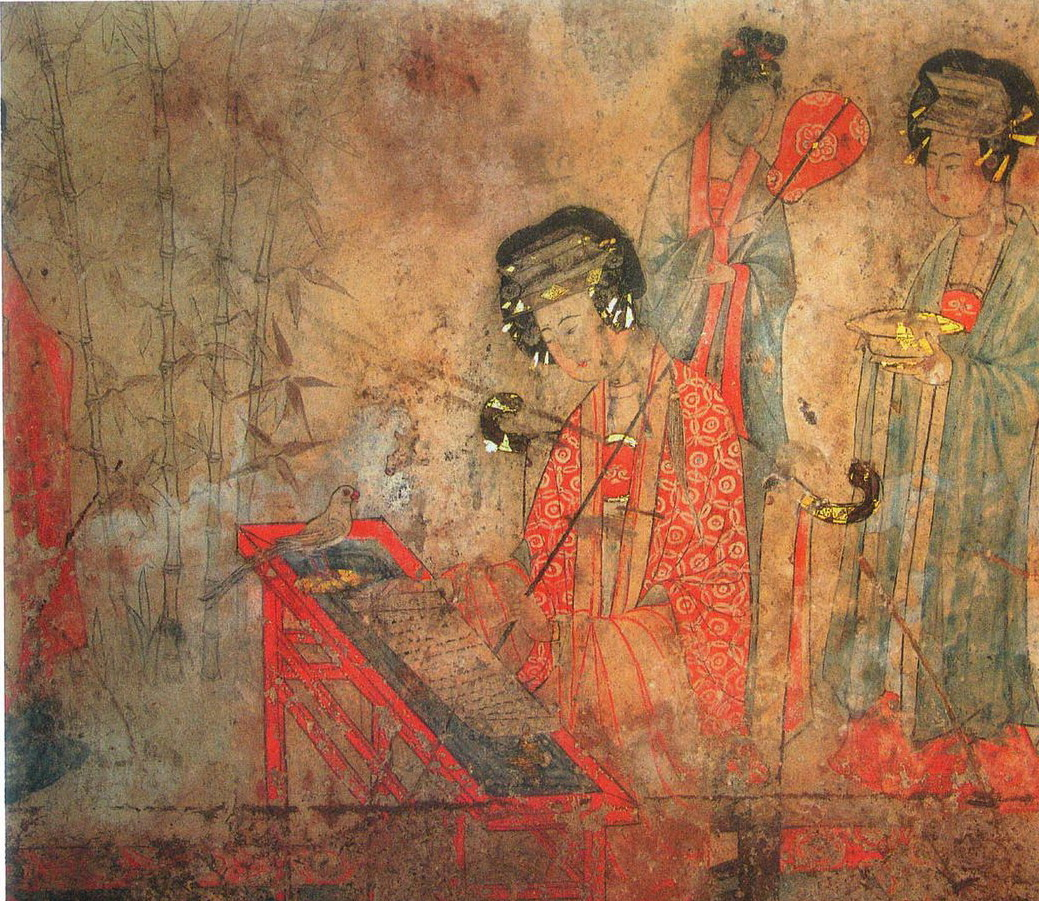
宝山遼墓の壁画「楊貴妃教鸚鵡頌経図」

中国史におけるもっとも著名な女性であり、数多くの伝承が伝えられている。
非常に有名なエピソードとして、楊貴妃が日持ちの効かないレイシ（ライチ、茘枝）を大変に好み、産地の嶺南から都長安まで早馬で運ばせたことが伝えられている。このエピソードは後述の通り、後世にも大きな影響を与えた。
『楊太真外伝』などに、開元28年（740年）に後宮に入った時から天宝14載（755年）までの楊貴妃に関する多くの伝承が伝えられている。
『楊太真外伝』によると、楊一族の隆盛と横暴、玄宗の楊貴妃へのあまりの寵愛に、「女を生んでも悲しむな 男を生んでも喜ぶな」というはやり唄が長安で唄われ、玄宗と共にたびたび教坊の芸人たちの音楽・歌舞・技芸、あるいは文人たちの詩会を見て楽しんでいた。ある日、玄宗が諸王（唐王朝の一族）を招いて宴を行ったところ、木蘭の花の様子に玄宗が不興を感じていることを見て取り、酔いながらも霓裳羽衣の曲の舞を踊って取りなし、玄宗を喜ばせたことがあった。
別の日、玄宗が作曲を行った演奏会では琵琶を担当し、王や郡主（王の娘）、楊貴妃の姉妹はみな彼女を師とあおぎ、一曲作成するごとに多くの贈り物がなされた。この演奏会の時、謝阿蛮という妓女に与えた紅粟玉の腕輪は高句麗から得た宝物であった。
磬（打楽器の一種）の名手でもあり、梨園の楽人ですらかなうものがなかった。彼女の琵琶はラサの壇で作られた蜀の地から献上されたもので、その絃は西方の異国から献上された生糸でできていた。磬は藍田の緑玉を磨いたものでできており、飾りの華やかさは当代並ぶものがないものであった。また彼女の紫玉の笛は、嫦娥からもらったものであるという伝説もあった。また「涼州」という歌を自分で作曲し、死後に玄宗によって世に広められたと伝えている。
興慶宮の沈香亭において、玄宗が李白に作詩させ李亀年に歌わせた「清平調詞」において、李白の詩に自分を趙飛燕にたとえた部分があった。このことを高力士に指摘され、侮辱と思い李白の官位授与を妨げた。そのため玄宗が趙飛燕の話題を避けた話や「そなたなら風に飛ばされない」とからかった説も伝えられ、楊貴妃が豊満であったのではという説の根拠となっている。なお、この話題を出した時、楊貴妃が「霓裳羽衣は舞えますのに」と不機嫌になったため、玄宗は「虹霓」という名の屏風を贈っている。
玄宗が毎年10月に華清宮（温泉宮）に赴き、その冬を過ごす時に楊貴妃が同じ輿に乗り端正楼に住み蓮花湯という温泉に入っていたことも知られる。
他に玄宗とともに二つが合わさった蜜柑を食べて、その姿を絵に描かせた話や、嶺南から献上された白い鸚鵡に「雪衣女」という名をつけ、人の声を完全に使えたため「多心経」をおぼえさせたが、ある日、鷹につかまれて殺されたので埋めて鸚鵡塚と名付けた話がある。また、安禄山に楊貴妃自身からも多くの贈り物を贈っている。
玄宗が親王と碁を打っている時、玄宗が負けそうになると、狆を放して碁盤を崩し、玄宗に喜ばれた。また、つけ髷で髪を飾り、黄色の裙（長い裳）を好み、龍脳（香料の一種）をつけていたため、遠くまでその香りがして、衣を通してその香りか領巾に移るほどであったとも伝えられる。
天宝14載（755年）6月、彼女の誕生日に玄宗は華清宮に赴き、長生殿において新曲を演奏し、ちょうど南海からライチが届いたため「茘枝香」と名付けた。この時、随従の臣下からの歓喜の声が山々に響いたと伝えられる。
二日酔いに苦しんだ後、庭の花の露を飲んで肺を潤した説話、玄宗とともに牡丹の花の香りを嗅いで酔いを覚ました説話、豊満な肉体であったため夏の暑い時に口に玉でできた魚を入れて暑さを癒した説話がある。
また玄宗との酒のたけなわに、玄宗が宦官を百余人、楊貴妃が宮女を百余人率いて、後宮において両陣に分かれて戦争ごっこを行った。これを「風流陣」と呼んで、敗者は大きな牛角の杯で酒を飲み談笑したという説話が残っており、これは後に画題にもなっている。
『開元天宝遺事』によると、楊貴妃は夏になるとよく汗をかき、臭いを放っていた。汗を溜めた肌は赤く見え、拭うとその赤色が布に移ったという。
白居易の詩『新楽府』の一首「胡旋女」では、楊貴妃は胡旋舞という西域から渡来した舞を舞っていたという描写がある。

## 長恨歌と長恨歌伝

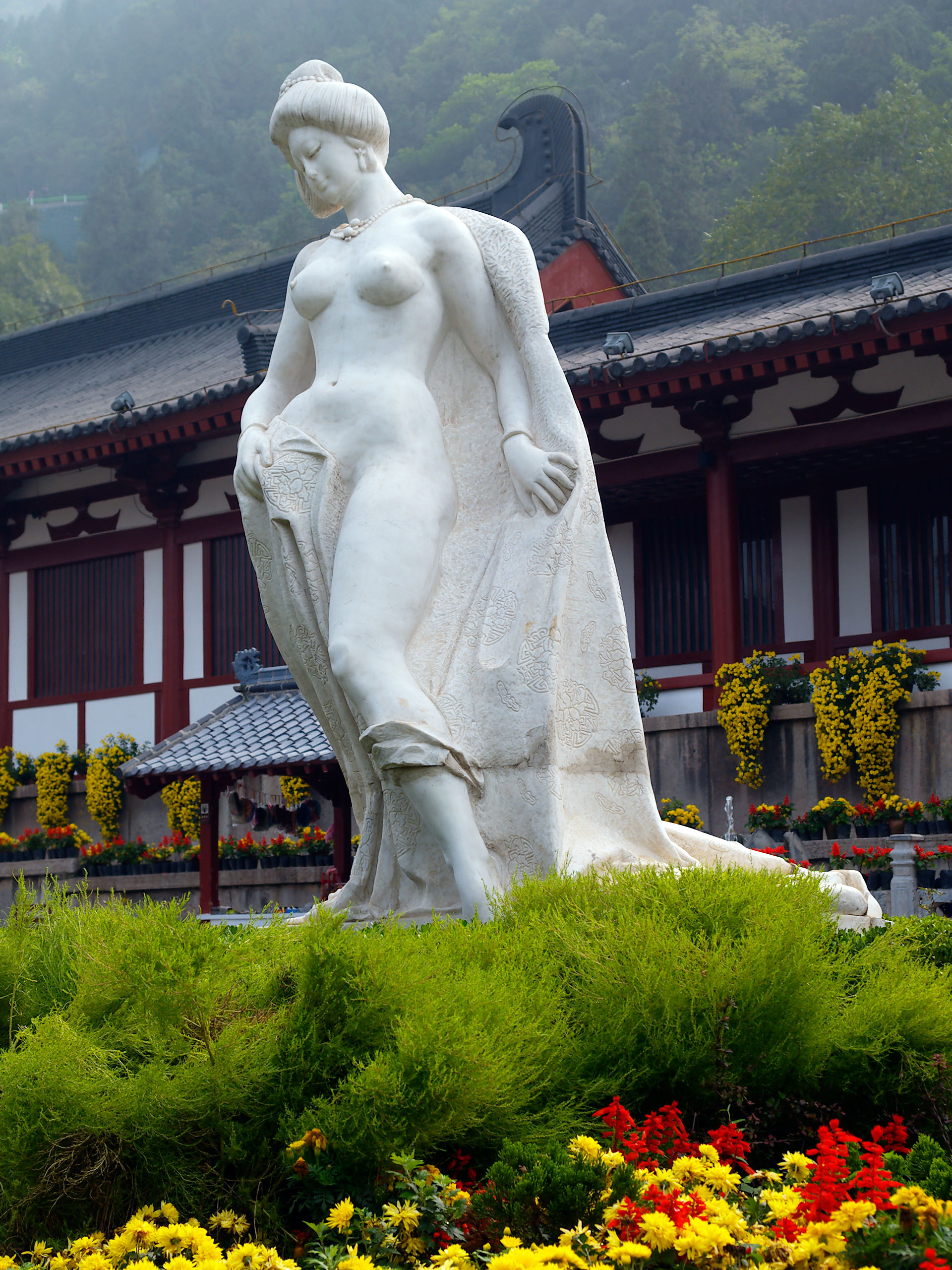
華清池にある楊貴妃入浴像

楊貴妃死後50年経った、元和元年（806年）頃に、玄宗と楊貴妃の物語を題材にして白居易が長編の漢詩である『長恨歌』を、陳鴻が小説の『長恨歌伝』を制作している。
きっかけは、王質夫を加えた3人で仙遊寺に見学に赴き、その時に楊貴妃と玄宗皇帝の話があがり、感動した王質夫が白居易に後世に残すために詠み上げることを勧めたためであるという。また、白居易も陳鴻に物語として伝えるように勧めたと伝わっている。
内容は、以下のようである。
楊貴妃の栄華と最期について語った上で、楊貴妃の死後のこととして、玄宗が道士に楊貴妃の魂を求めさせる。道士は魂となり、方々を探し、海上の山に太真という仙女がいるのをつきとめ会いに行く。それこそが楊貴妃であり、道士に小箱とかんざしを二つに分けて片方を託し、伝言を伝えた。玄宗と楊貴妃が7月7日、長生殿で、「二人で比翼の鳥、連理の枝になりたい」と誓ったことと、この恨み（思い）は永遠に尽きないだろうということであった（比翼連理の故事）。
平等な一対としての男女の永遠の愛の誓いを謳い上げた『長恨歌』は、広く世間に流布した。このため、楊貴妃の物語は後世にまで広く伝わり、多くの文学作品に影響を与えた。

## 死後の評価と後世の楊貴妃像
『旧唐書』『新唐書』ともに伝に評はなく、玄宗を通した間接的なものしかない。また、楊貴妃の生前においては、同じ唐代の武則天にみられたような直接的な痛烈な批判は存在しない。李白が「清平調詞」「宮中行楽詞」において、楊貴妃を趙飛燕に例えたことは、どのような寓意か定かではない。
しかし楊貴妃死後、同時代の杜甫が「哀江頭」では楊貴妃の死を悼みながらも、「北征」では褒姒・妲己にたとえて強く批判している。また、白居易や陳鴻も楊貴妃を国を傾けた「尤物」（美女をあらわすが、男を惑わし道を誤らせる存在という意味合いが強い）と評している。これが、当時の士大夫の一般的評価と推測されるが、同時に『長恨歌』によって、美女伝説も生まれていたと見られる。
『長恨歌』の後に書かれた唐代の小説『周秦行記』では、主人公の牛僧孺を出迎える幽霊の一人として登場し、その美貌を称えられながらも、玄宗を「三郎」と呼び、「何度も華清宮に赴く」という批判を加え、代宗の皇后である沈氏を「沈婆」と呼ぶなど気性の激しい女性と描かれている。
楊貴妃自身の実像がはっきりしないことが潤色が加えられる要因と考えられ、また楊貴妃の死後、唐王朝はその勢いを取り戻すことがなかったため、盛唐の時代を象徴する存在である意味合いが強いとされる。
その後、宋代に正史、『開元天宝遺事』『明皇雑録』『唐国史補』『長恨歌伝』『酉陽雑俎』『譚賓録』『開元住信記』などをもとに編纂した『楊太真外伝』にと楊貴妃説話がまとめられ、さまざまな文学によって取り上げられ、清の『長生殿』の成立へとつながり、清代の戯曲を代表する作品となっている。その中では「傾国」の悪女と美女双方の側面を持つ楊貴妃像が描かれている。
清の『百美新詠図伝』では、中国歴朝で最も名高い美人百人に選ばれている。
後世において、民間で神格化されて牡丹の花神として祀られる。
現代では、楊貴妃自身は政治にあまり介入しておらず、土木工事など大規模な贅沢、他の后妃への迫害などほとんどなく、玄宗や楊国忠ら一族との連帯責任以外はあまり問えないと評されることが多い。

## 楊貴妃の詩
『全唐詩』に楊貴妃が作成した漢詩が1首、記載されている。楊貴妃が華清宮において、侍女の張雲容に霓裳羽衣の曲を舞わせ、それを題材に詠み上げ、玄宗に見せたものである。
| 阿那曲（贈張雲容舞） | 阿那曲（贈張雲容舞）                              | 阿那曲（贈張雲容舞） |
| 原文                 | 書き下し文                                        |                      |
| -------------------- | ------------------------------------------------- | -------------------- |
| 羅袖動香香不已       | 羅袖（らしゅう） 香を動すも 香已まず              |                      |
| 紅蕖裊裊秋煙裏       | 紅蕖（こうきょ）裊裊（じょうじょう）たり 秋煙の裏 |                      |
| 輕雲嶺上乍搖風       | 軽雲 嶺上 乍（たちま）ち風に揺らぎ                |                      |
| 嫩柳池邊初拂水       | 嫩柳 池辺 初めて水を払う                          |                      |

## 楊貴妃と後宮をともにした女性たち
紅桃
『明皇雑録』『楊太真外伝』に見える。楊貴妃の侍女。楊貴妃に命じられて、紅粟玉の腕輪を謝阿蛮に渡した。後に、玄宗が安史の乱の勃発後、長安に帰還した時、楊貴妃の侍女の一人として会合する。そこで、楊貴妃の作曲した「涼州」を歌い、ともに涙にくれたが、玄宗によって、「涼州」は広められた。
謝阿蛮
『明皇雑録』『楊太真外伝』に見える。新豊出身の妓女。「凌波曲」という舞を得意としていた。その舞踊の技術により、玄宗と楊貴妃から目をかけられ、腕輪を与えられた。後に、玄宗が安史の乱の勃発後、長安に帰還した時、舞踊を披露した後で、その腕輪を玄宗に見せたため、玄宗は涙を落としたと伝えられる。
張雲容
全唐詩の楊貴妃の詩「阿那曲」で詠われる。楊貴妃の侍女。非常に寵愛を受け、華清宮で楊貴妃に命じられ、一人で霓裳羽衣の曲を舞い、金の腕輪を贈られたと伝えられる。また、『伝奇』にも説話が残っている。内容は以下の通りである。張雲容は生前に、高名な道士であった申天師に仙人になる薬を乞い、もらい受け、楊貴妃に頼んで、空気孔を開けた棺桶にいれてもらった。その百年後に生き返り、薛昭という男を夫にすることにより、地仙になったという。
王大娘
『明皇雑録』『楊太真外伝』に見える。教坊に所属していた妓女。玄宗と楊貴妃の前で雑伎として、頭の上に、頂上に木で山を形作ったものをつけた百尺ある竿を立て、幼児にその中を出入りさせ、歌舞を披露する芸を見せた。その場にいた劉晏がこれを詩にして詠い、褒美をもらっている。
許和子（永新）
『楽府雑録』『開元天宝遺事』に見える。吉州永新県の楽家の生まれの女性で本名を許和子と言った。開元の末年ごろに後宮に入り、教坊の宜春院に属した。その本籍によって、永新と呼ばれた。美貌と聡い性質を持ち、歌に長じ、作曲を行い、韓娥・李延年の千年来の再来と称せられた。玄宗から寵愛を受け、演奏中もその歌声は枯れることがなく、玄宗から「その歌声は千金の価値がある」と評せられる。玄宗が勤政楼から顔を出した時、群衆が騒ぎだしたので、高力士の推薦で永新に歌わせたところ、皆、静まりかえったという説話が伝わっている。
安史の乱の時に、後宮のものもバラバラとなり、一士人の得るところとなった。宮中で金吾将軍であった韋青もまた、歌を善くしていたが、彼が広陵の地に乱を避け、月夜に河の上の欄干によりかかっていたところ、船の中からする歌声を聞き、永新の歌と気づいた韋青が船に入っていき、永新と再会し、涙を流しあったという説話が残っている。その士人が死去した後、母親と長安に戻り、民間の中で死去する。最期に母親に、「お母さんの金の成る木は倒れました」と語ったと伝えられる。清代の戯曲『長生殿』にも、楊貴妃に仕える侍女として登場する。
念奴
『開元天宝遺事』に見える。容貌に優れ、歌唱に長け、官妓の中でも、玄宗の寵愛を得ていた。玄宗の近くを離れたことがなく、いつも周りの人々を見つめていて、玄宗に「この女は妖麗で、眼で人を魅了する」と評された。その歌声は、あらゆる楽器の音よりもよく響き渡ったと伝えられる。唐代詩人の元稹の「連昌宮詞」に、玄宗時代の盛時をあらわす表現として、玄宗に命じられた高力士が、彼女を呼び、その歌声を披露する場面がある。清代の戯曲『長生殿』にも、永新とともに、楊貴妃に仕える侍女として登場する。

## 後世への影響

### 文学・音楽・戯曲

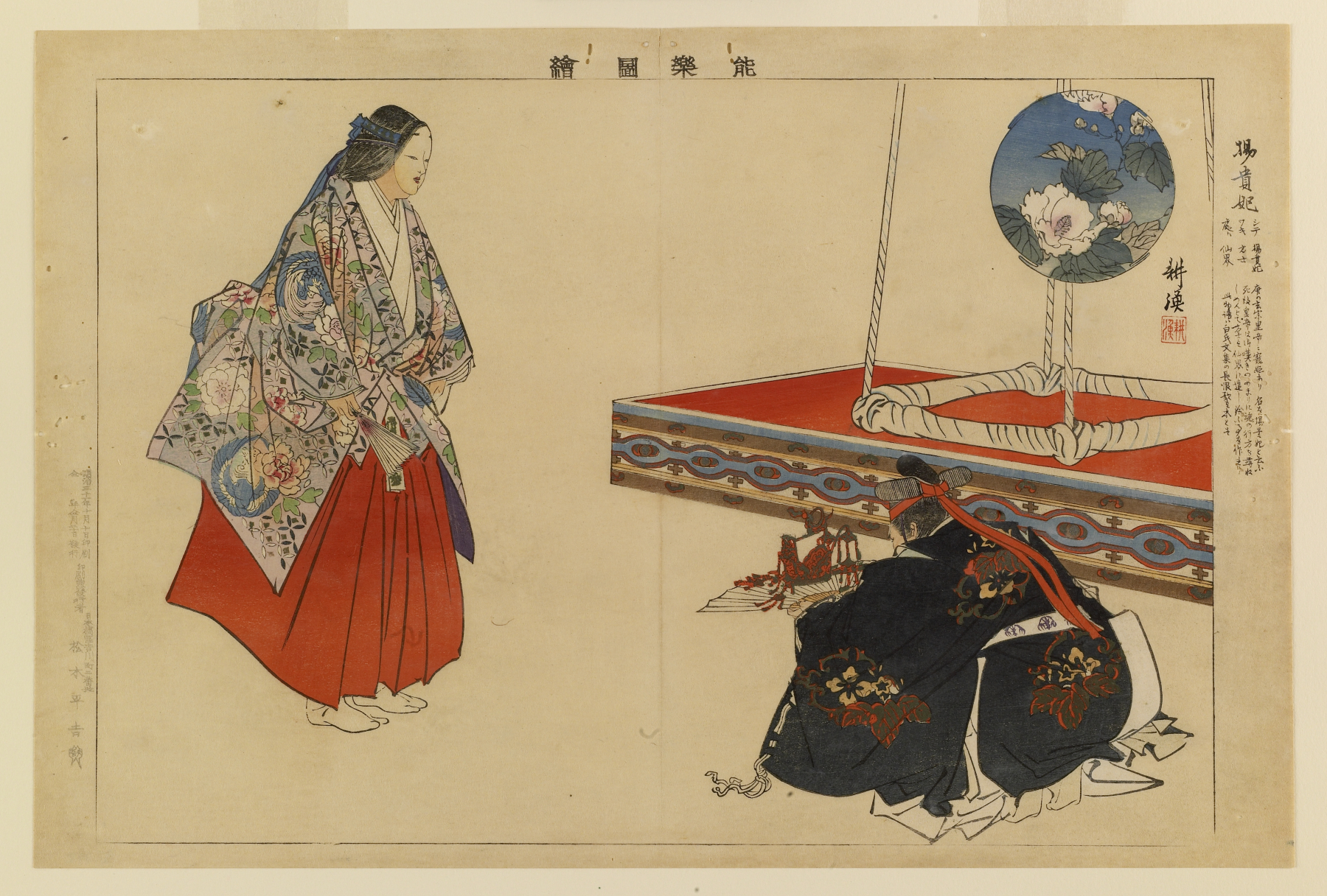
楊貴妃（『能楽図絵』月岡耕漁画）

- 白居易の『長恨歌』を題材に作られた能「楊貴妃」がある（金春禅竹作）。
- 音楽作品としては、山田検校の「長恨歌」、光崎検校の「秋風の曲」がある。
- 井上靖は楊貴妃の生涯を元に『楊貴妃伝』を執筆した。
  - 『楊貴妃伝』はさらに、2004年に宝塚歌劇団星組で舞台化された。
- 中国で後世、多くの小説・漢詩・雑劇・戯曲の題材として取り上げられた。さらに、日本においても、古典文学で話題にたびたび取りあげられ、古川柳などでも題材としていくつも使われている。
- 明末期の笑話集『笑府』刺俗部に、楊貴妃と張飛の登場する笑話がある。
ある男が、野ざらしになっていた骸骨を見つけ、気の毒に思って供養をしてやる。その晩、男の家の戸を叩く者があり、「誰だ」と聞くと「妃（フェイ）」と答える。さらに尋ねたところ「私は楊貴妃です。馬嵬で殺されてから葬られることもなく野ざらしになっていたのを、あなたが供養して下さいました。お礼に夜伽をさせて下さい」と答え、その晩、男と夜を共にした。これを聞いてうらやんだ隣の男、野原を探し回ってやはり野ざらしになった骸骨を見つけ、供養したところ、その晩やはり戸を叩く者があり、「誰だ」と聞くと「飛（フェイ）」と答える。「楊貴妃かい」と訊くと「俺は張飛だ」という答え。仰天して「張将軍には何ゆえのお来しで」と訪ねると、張飛曰く「拙者、漢中で殺されてから葬られることもなく野ざらしになっておったのを、貴殿に供養していただいた。お礼に夜伽をさせていただきたい」。
  - これがさらに日本で翻案されたのが、落語『野ざらし』。

### その他

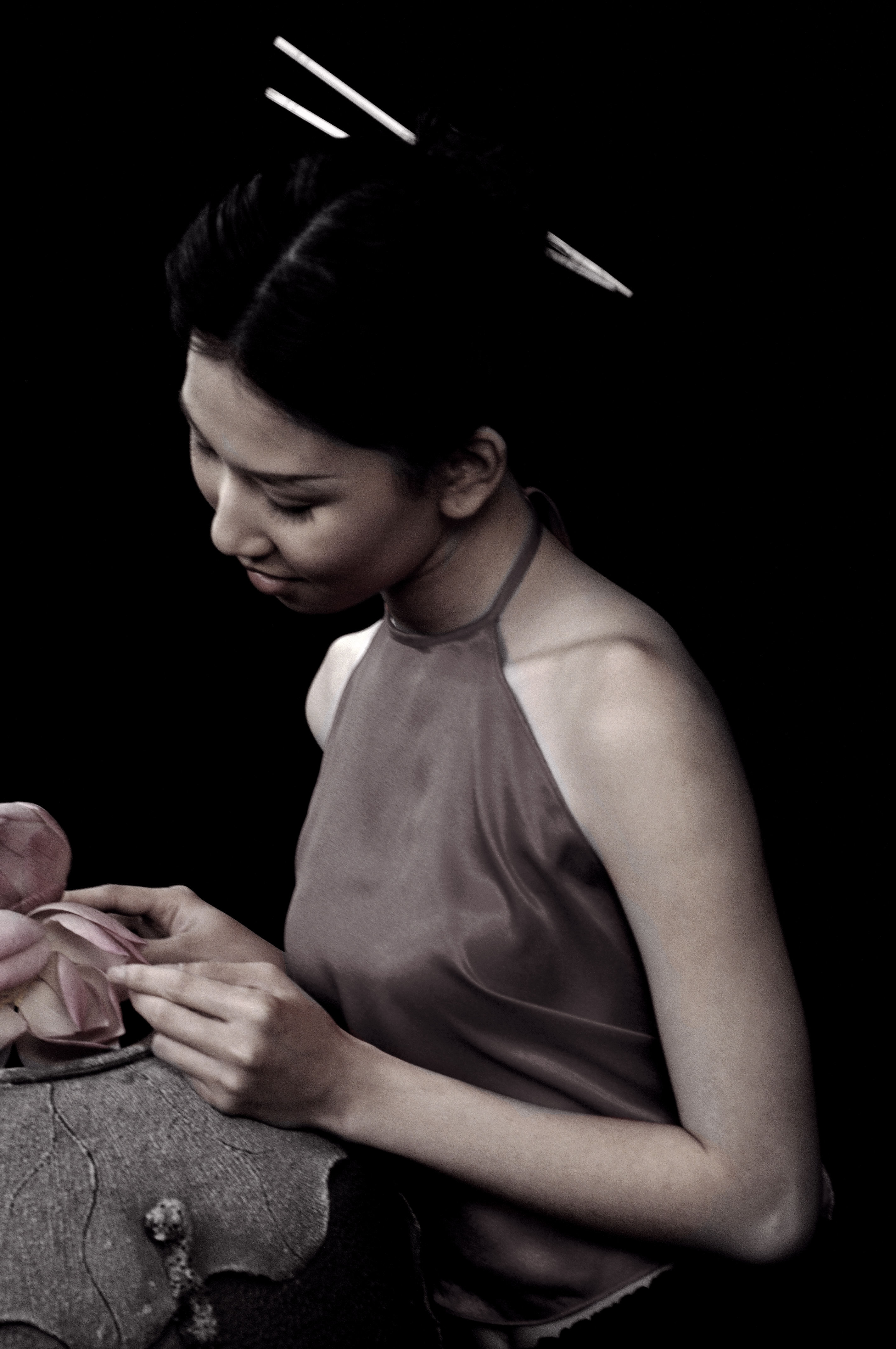
楊貴妃が着用したことが起源とされている肚兜。

- 細身の趙飛燕と比べて、豊満な体型をしていたということで「楊肥趙痩」「環肥燕瘦」と、豊満体型の美人とほっそり体型の美人を比べ、表現する言葉として残っている。
- 日本の腹掛けに似た中国の伝統衣装「肚兜」は、楊貴妃が着用したことが始まりとされている[9]。
- 日本の山口県には、楊貴妃が阿倍仲麻呂と共に安史の乱を逃れて日本に亡命してきたとの伝説が存在し、長門市油谷町の二尊院というお寺には楊貴妃の墓と伝わる五輪塔(山口県指定有形文化財)がある[10]。
- 日本には、楊貴妃は熱田神宮の明神の化身であるという伝説もある（『長恨歌』に詠われた、天に還った楊貴妃がいた蓬萊が日本であるという伝承があった）。
- 京都市泉涌寺にある観音菩薩坐像は楊貴妃をモデルに作られたという伝承があり、楊貴妃観音とも呼ばれている。
- 茘枝を好んだという前出のエピソードから、デ・カイパー社（オランダ）のライチ・リキュールには「貴妃」という名前が付けられている。
- また、カクテル「楊貴妃」はライチリキュールがベースとなっている。
- 楊貴妃が好んで飲んだと伝わる薬酒の楊貴美酒という処方がある。
- メダカに「楊貴妃メダカ」という赤い色の種類がいる。
- アヘンの材料になるケシ(芥子、罌粟)は、朝鮮語では「楊貴妃(양귀비)」と呼ばれる。ケシの持つ美しさと恐ろしさが、楊貴妃に例えられたからである。
- 楊夫人（マダムヤン） - ハウス食品が発売していたインスタントラーメン。ハウス食品#めん系を参照。CMキャラクターに台湾の女優・湯蘭花（タン・ランファ）を起用。

### 伝記資料
- 『旧唐書』巻五十一 列伝第一后妃上「楊貴妃伝」
- 『新唐書』巻七十六 列伝第一后妃上「楊貴妃伝」
- 『資治通鑑』
- 楽史『楊太真外伝』
- 陳鴻『長恨歌伝』
- 無名氏『梅妃伝』
- 段成式『酉陽雑俎』　今村与志雄訳注、平凡社東洋文庫全5巻
- 王仁裕『開元天宝遺事』
- 鄭処誨『明皇雑録』
- 李肇『唐国史補』
- 趙自勤『定命録』
- 段安節『楽府雑録』
- 作者不明（韋瓘?）『周秦行記』
- 裴鉶『伝奇』

### 伝記研究
- 村山吉廣『楊貴妃：大唐帝国の栄華と暗転』（中公新書、1997年／講談社学術文庫、2019年）ISBN 406-5161061
- 藤善真澄『安禄山と楊貴妃：安史の乱始末記』（清水新書、1984年、新版2017年）ISBN 438-9441159
- 竹村則行『楊貴妃文学史研究』（研文出版、2003年）ISBN 487-6362246
- 諸田龍美『白居易恋情文学論　長恨歌と中唐の美意識』（勉誠出版、2011年）ISBN 978-4585104476
- 下定雅弘『長恨歌　楊貴妃の魅力と魔力』（勉誠出版、2011年）ISBN 978-4585290117
- 近藤春雄『長恨歌と楊貴妃』（明治書院、1993年）
- 『現代視点・中国の群像　楊貴妃・安禄山』（旺文社、1985年）
- 樂恕人『唐代の女流詩人』（毎日新聞社、1980年）
- 高世瑜『大唐帝国の女性たち』（小林一美・任明訳、岩波書店、1999年）ISBN 4000012886
- 石田幹之助『長安の春』（平凡社東洋文庫、1967年、ワイド版2006年）ISBN 425-6800913

## 楊貴妃に関する作品

### 演劇
- 『楊貴妃』大佛次郎脚本、昭和26年（1951年）6月東京歌舞伎座初演、楊貴妃：初代水谷八重子
- 洪昇『長生殿―玄宗・楊貴妃の恋愛譚』 （平凡社東洋文庫、2004年） ISBN 9784582807318、京劇
- 『観世流謡曲 楊貴妃』 能の演目
- 『創作舞踊　楊貴妃』 坂東玉三郎主演
- 宝塚歌劇団・星組公演『花舞う長安－玄宗と楊貴妃－』（2004年）脚本・演出：酒井澄夫／楊貴妃：檀れい

### 歴史小説
- 井上靖『楊貴妃伝』（講談社文庫、1972年、新版2004年）ISBN 9784061311152
- 陳舜臣『楊貴妃は覇水を見た』（短編、集英社に作品集）
- 渡辺竜策『楊貴妃後伝』（秀英書房、1980年）
- 田中芳樹編訳『隋唐演義5　玄宗と楊貴妃ノ巻』（中公文庫、2004年）

### 漫画
- 『玄宗皇帝と楊貴妃 マンガ中国の歴史〈4〉』（新版が中公文庫、2006年）ほか
- 夢枕獏文、天野喜孝画　『楊貴妃』　エンターブレイン　2006年
- 佐々木つかさ『宝石商のヒストリティカ』KADOKAWA、青騎士コミックス、2022年

### 映画
- 『楊貴妃』（大映、1955年）　溝口健二監督、京マチ子主演
- 『楊貴妃』（1962年、香港、日本未公開）　李翰祥監督、李麗華主演
- 『酒池肉林・楊貴妃』（原題『唐朝艶奴』、1985年、香港）　呉家駿監督、金姫美主演
- 『楊貴妃 レディ・オブ・ザ・ダイナスティ（中国語版）』（原題『王朝的女人·楊貴妃』、2015年、中国、韓国、香港）　シーチン監督、ファン・ビンビン主演
- 『空海-KU-KAI- 美しき王妃の謎』（原題『妖猫伝』、2017年、中国・日本）　チェン・カイコー監督、演：チャン・ロンロン（中国語版）

### テレビドラマ
- 『楊貴妃（中国語版）』（原題『楊貴妃』、ジェネオン・エンタテインメント5枚組、2000年、香港）　ウォン・ジョーイ主演
- 『楊貴妃』（原題『大唐芙蓉园』、ポニーキャニオン10枚組、2005年、中国）　ファン・ビンビン主演
- 『楊貴妃秘史（中国語版）』（2010年、中国、日本未公開）
- 『最後のレストラン』第七皿「楊貴妃様御来店」（2016年、NHK BSプレミアム） 演：山村紅葉
- 『麗王別姫 〜花散る永遠の愛〜』（原題『大唐栄耀』、2017年、中国）　演：ズン・リー

### ゲーム
- 『超時空爆恋物語～door☆pi☆chu～』 （2010年）　声優：かわしまりの
- 『Fate/Grand Order』TYPE-MOON（2015年~）